# Joacim Ødegård Bjøreng
Joacim Ødegård Bjøreng (* 14. Dezember 1995) ist ein ehemaliger norwegischer Skispringer.

## Werdegang
Seinen ersten Auftritt bei den Senioren hatte Joacim Ødegård Bjøreng im FIS Cup der Saison 2013/14: Am 12. Dezember 2013 auf dem Tveitanbakken (K 90) in Notodden belegte er nach einem 16. Platz im ersten Durchgang den sechsten Platz. Am folgenden Tag wurde er dort Neunter. Im Februar 2014 belegte er in Brattleboro, Vermont die Plätze 11 und 13. Am 11. und 12. Dezember 2014 gewann er die FIS-Cup-Springen in Notodden mit der jeweils größten Weite des Tages (am 11. im ersten Durchgang und am 12. in beiden Durchgängen). Am 20. Dezember 2014 gewann er in Vikersund den Norges Cup vor Atle Pedersen Rønsen, Kim René Elverum Sorsell und weiteren erfahrenen Springern wie Anders Jacobsen, Tom Hilde, Andreas Stjernen und Kenneth Gangnes.
Aufgrund seiner guten FIS-Cup- und Norges-Cup-Resultate wurde er für den Continental Cup nominiert. Am 27. und 28. Dezember 2014, bei seinem ersten Auftritt, gelangen ihm auf der Gross-Titlis-Schanze in Engelberg mit einem sechsten und einem siebenten Platz Top-10-Platzierungen. Zum ersten Mal auf dem Podest im Continental Cup war er am 24. Januar 2015 auf der Bloudkova velikanka, der Großschanze in Planica. Hinter Anže Lanišek und Tomaž Naglič wurde er dort Dritter. Am 8. August 2015 gewann Bjøreng das Sommer-Continentalcup-Springen in Wisła.
Der größte Erfolg Joacim Ødegård Bjørengs im Juniorenbereich war der Gewinn der Goldmedaille bei den Nordischen Junioren-Skiweltmeisterschaften 2015 in Almaty im Mannschaftsspringen von der Normalschanze, gemeinsam mit Halvor Egner Granerud, Phillip Sjøen und Johann André Forfang.
Beim Sommer-Grand-Prix am 11. August 2018 erreichte er auf dem Tremplin du Praz im französischen Courchevel mit Platz zehn sein bisher bestes Ergebnis auf Topniveau und damit am Ende der Saison Platz 50 in der Gesamtwertung dieser Serie. Die norwegische Meisterschaft im Team gewann er 2021 auf der Normalschanze, gemeinsam mit Anders Håre, Sølve Jokerud Strand und Daniel-André Tande.
Im Jahr 2023 beendete er seine Laufbahn.

## Erfolge

### Continental-Cup-Siege im Einzel
| Nr. | Datum            | Ort         | Typ         |
| --- | ---------------- | ----------- | ----------- |
| 1.  | 8. August 2015   | Wisła       | Großschanze |
| 2.  | 10. August 2016  | Lillehammer | Großschanze |
| 3.  | 9. Februar 2020  | Brotterode  | Großschanze |
| 4.  | 12. Februar 2022 | Brotterode  | Großschanze |
| 5.  | 27. Februar 2022 | Planica     | Großschanze |
| 6.  | 15. Januar 2023  | Sapporo     | Großschanze |

## Statistik

### Weltcup-Platzierungen
| Saison  | Platz | Punkte |
| ------- | ----- | ------ |
| 2015/16 | 71.   | 003    |
| 2021/22 | 69.   | 007    |
| 2022/23 | 56.   | 019    |

### Grand-Prix-Platzierungen
| Saison | Platz | Punkte |
| ------ | ----- | ------ |
| 2015   | 69.   | 014    |
| 2016   | 56.   | 027    |
| 2017   | 81.   | 004    |
| 2018   | 50.   | 027    |
| 2022   | 61.   | 012    |

### Continental-Cup-Platzierungen
| Saison  | Platz | Punkte |
| ------- | ----- | ------ |
| 2014/15 | 053.  | 0156   |
| 2015/16 | 022.  | 0460   |
| 2016/17 | 027.  | 0408   |
| 2017/18 | 041.  | 0242   |
| 2018/19 | 032.  | 0293   |
| 2019/20 | 036.  | 0217   |
| 2021/22 | 01.   | 1133   |
| 2022/23 | 06.   | 0776   |